# Thomas Keen
Thomas „Tom“ Keen (* 16. Juni 2001 in Cambridge) ist ein britischer Leichtathlet, der sich auf den Mittelstreckenlauf spezialisiert hat.

## Sportliche Laufbahn
Erste Erfahrungen bei internationalen Meisterschaften sammelte Thomas Keen im Jahr 2018, als er bei den U18-Europameisterschaften in Győr in 8:27,38 min die Goldmedaille im 3000-Meter-Lauf gewann. Im Jahr darauf schied er bei den U20-Europameisterschaften in Borås mit 3:57,74 min im Vorlauf über 1500 Meter aus und bei den Crosslauf-Weltmeisterschaften 2024 in Belgrad gewann er in 23:00 min gemeinsam mit Alexandra Millard, Adam Fogg und Bethan Morley die Bronzemedaille hinter den Teams aus Kenia und Äthiopien. Im Jahr darauf verpasste er bei den Halleneuropameisterschaften in Apeldoorn mit 3:40,10 min den Finaleinzug im 1500-Meter-Lauf.

## Persönliche Bestzeiten
- 800 Meter: 1:46,18 min, 23. Juli 2022 in Manchester
- 1500 Meter: 3:35,80 min, 28. August 2024 in Stettin
  - 1500 Meter (Halle): 3:35,12 min, 2. Februar 2025 in Boston
- Meile: 3:53,36 min, 3. September 2024 in Kopenhagen
  - 3000 Meter (Halle): 7:45,87 min, 4. Januar 2025 in Glasgow